# Замбија на Светском првенству у атлетици у дворани 2014.
Замбија је учествовала на Светском првенству у атлетици у дворани 2014. одржаном у Сопоту од 7. до 9. марта. Репрезентацију Замбије на њеном дванаестом учествовању на светским првенствима у дворани представљао је један атлетичар који се такмичио у трци на 60 метара.,
На овом првенству Замбија није освојила ниједну медаљу али је њихов представник два пута обарао национални рекорд. У табели успешности према броју и пласману такмичара који су учествовали у финалним такмичењима (првих 8 такмичара) Замбија је са једним учесником у финалу делила 38. место са 4 бода.
| Плас. | Земља   | 1. место | 2. место | 3. место | 4. место | 5. место | 6. место | 7. место | 8. место | Бр. финал. | Бод. |
| ----- | ------- | -------- | -------- | -------- | -------- | -------- | -------- | -------- | -------- | ---------- | ---- |
| =38.  | Замбија | 0        | 0        | 0        | 0        | 1        | 0        | 0        | 0        | 1          | 4    |

## Учесници
Мушкарци:
- Џералд Фири — 60 м

## Резултати

### Мушкарци
| Атлетичар   | Дисциплина | Лични рекорд | Квалификације | Квалификације | Полуфинале  | Полуфинале | Финале   | Финале      | Детаљи |
| Атлетичар   | Дисциплина | Лични рекорд | Резултат      | Место         | Резултат    | Место      | Резултат | Место       | Детаљи |
| ----------- | ---------- | ------------ | ------------- | ------------- | ----------- | ---------- | -------- | ----------- | ------ |
| Џералд Фири | 60 м       | 6,58 НР      | 6,59 КВ       | 1. у гр. 1    | 6,57 КВ, НР | 2. у гр. 3 | 6,52 НР  | 5 / 43 (44) |        |